# 格哈德·赛博尔德
格哈德·赛博尔德（德語：Gerhard Seibold，1943年5月13日—），奥地利男子皮划艇运动员。他曾代表奥地利参加1968年和1972年夏季奥林匹克运动会皮划艇比赛，其中1968年奥运会获得一枚铜牌。